# Pseudonapomyza zeae
Pseudonapomyza zeae är en tvåvingeart som beskrevs av Spencer 1973. Pseudonapomyza zeae ingår i släktet Pseudonapomyza och familjen minerarflugor.
Artens utbredningsområde är Ghana. Inga underarter finns listade i Catalogue of Life.